# 臺灣卵猿金花蟲
臺灣卵猿金花蟲（学名：Colaspoides taiwanaus）为金花蟲科卵猿金花蟲屬下的一个种。